# Mathieu Courdesses
Mathieu Courdesses, né le 2 mars 1994 à Versailles, est un photographe animalier français. Il est spécialisé dans la photographie des animaux en voie de disparition. Il s'est fait connaître du grand public grâce à son exposition immersive Wild in the City.

## Biographie

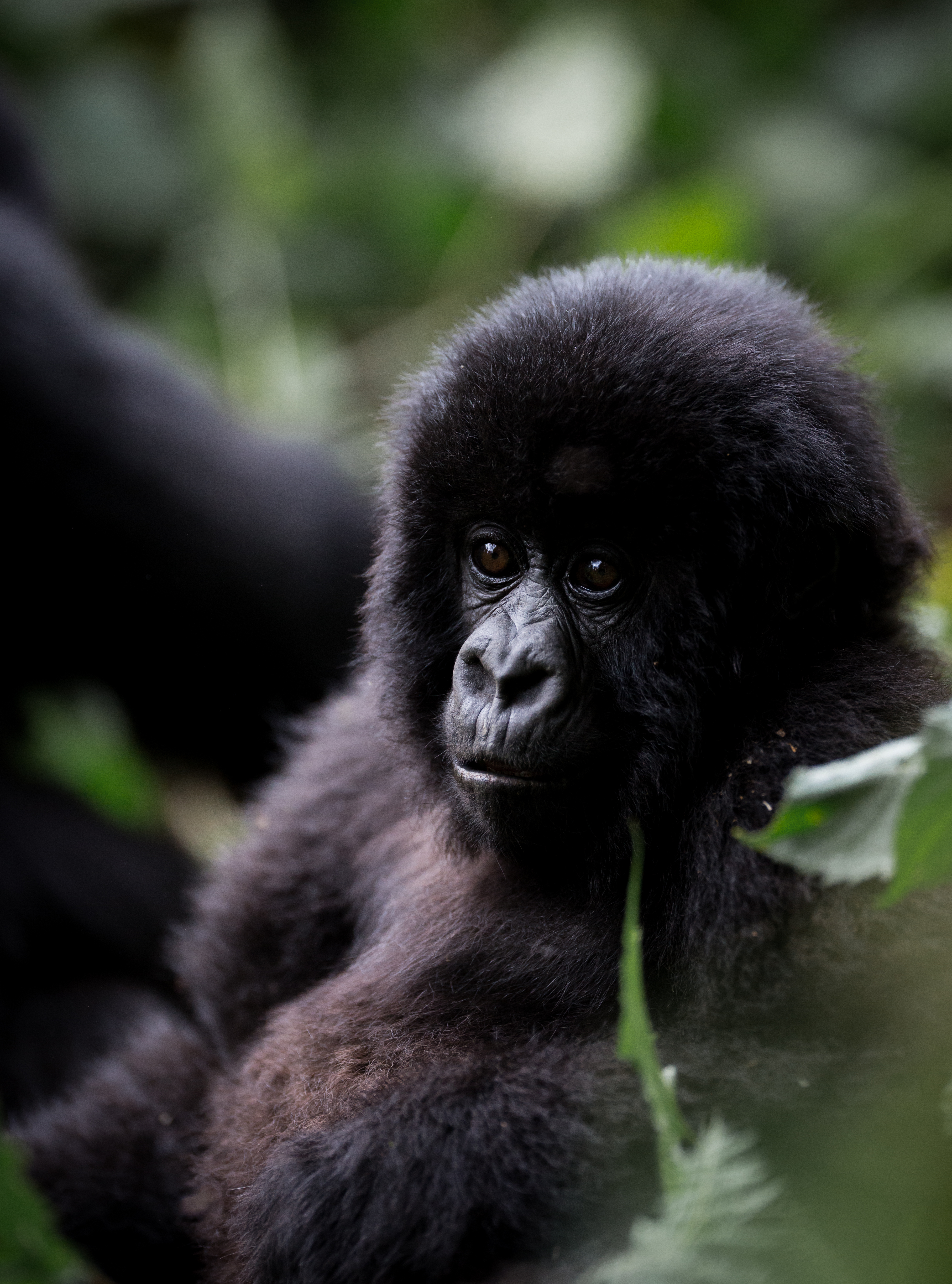
Photo prise par Mathieu Courdesses d'un jeune gorille des montagnes au Rwanda

En 2015, il part au Botswana à Maun où il devient traducteur puis ranger. Quelques mois plus tard, il déménage en Namibie pour continuer son travail de guide naturaliste. Ses connaissances du monde animalier lui permettent d'analyser le comportement des animaux et obtenir de meilleures photographies. Pendant quatre saisons, Mathieu Courdesses retournera en Afrique australe pour guider, continuer ses reportages, et développer sa banque d'images.
Diplômé de l'ESCP EUROPE en 2018, Mathieu Courdesses fait partie des 22 meilleurs photo-reportages étudiant du concours Paris Match.
En 2018, il part dans la jungle du Parc national du Gunung Leuser, pour photographier les orang-outans de Sumatra. A travers des conférences, la diffusion de podcasts et interviews radio, il alerte le grand public sur leur disparition due à l'exploitation d'huile de palme,,.
En 2019, il collabore avec Clare Akamanzi et Rwanda Development Board pour développer une banque d'image sur la faune rwandaise. Mathieu part alors dans le Parc national d'Akagera, dans le Parc national de Nyungwe et dans le Parc national des Volcans pour photographier les gorilles des montagnes. Grâce à la publication d'articles illustrés par ses photographies sur les nouveaux média, il fait la promotion du travail du Rwanda dans la protection et la sauvegarde de ses espèces menacées et la lutte contre le braconnage.
En Septembre 2020, Mathieu Courdesses retourne au Rwanda et réalise une web série Documentaire de 6 épisodes sur les réussites de Écotourisme et les politiques de conservation environnementale de Rwanda Development Board, la série est diffusée sur Loopsider,
En Décembre 2020, il collabore avec le Ministre camerounais Bello Bouba Maigari pour réaliser une série photographique sur les grands primates du Cameroun. Il suit pendant 3 jours une famille de Gorilles de l'Ouest avec l'aide de la WWF du Parc national de Campo-Ma’an.
En 2021, il part en Équateur pour réaliser une série photographique sur la biodiversité de la Forêt amazonienne.
A la rentrée 2021, Mathieu Courdesses expose ses photographies au Jardin des serres d'Auteuil dans le grand palmarium. Cette exposition immersive, parrainé par Gilles de Maistre, accueillera plus de 30.000 visiteurs.
En 2022, il co-réalise avec le Youtuber CYRILmp4 un documentaire en Namibie sur les éléphants du désert. Ils évoquent les enjeux liés à la conservation de cet animal.
Ses photographies sont publiées sur divers sites d'actualités (Le Bonbon, Le Démotivateur, Mr Mondialisation, Popcorn (émission sur internet)...),,.

## Engagement
Depuis 2015, il est l'un des ambassadeurs de l'association de protection animale One Voice.
En 2020, il soutient la mise en place d'un fonds d'urgence pour aider les refuges et les associations de protection animale.

## Prix
- Nommé dans les meilleurs photos reportages étudiants 2018 Paris Match[16]
- Vainqueur du prix du public 2021 du concours international de la Fondation Albert Ier, Prince de Monaco[17],[18]
- Vainqueur du prix du public 2022 du concours international de la Fondation Albert Ier, Prince de Monaco[19]

## Publication
Green & Wild, 2022